# Truncatellina claustralis
Truncatellina claustralis е вид коремоного от семейство Vertiginidae.

## Разпространение
Видът е разпространен в България, Чехия, Полша, Словакия и Украйна.